# Eduardo Airaldi Rivarola
Eduardo Airaldi Rivarola (Callao, 11 gennaio 1922 – 5 marzo 1992) è stato un cestista, allenatore di pallacanestro, arbitro di pallacanestro e dirigente sportivo peruviano, membro del FIBA Hall of Fame dal 2007 in qualità di contributore.
Era il fratello di Guillermo Airaldi.

## Carriera
Ha militato nella Nazionale di pallacanestro del Perù, ed ha allenato nelle prime tre serie del campionato peruviano.
Da arbitro, ha diretto a livello internazionale ai Mondiali del 1950 e del 1954; in quest'ultima edizione ha arbitrato la finale Stati Uniti-Brasile.
Membro del Comitato Olimpico Peruviano, ha ricoperto il ruolo di segretario e presidente della Federazione cestistica del Perù. È stato inoltre membro del FIBA Central Board.